# ドミニコ

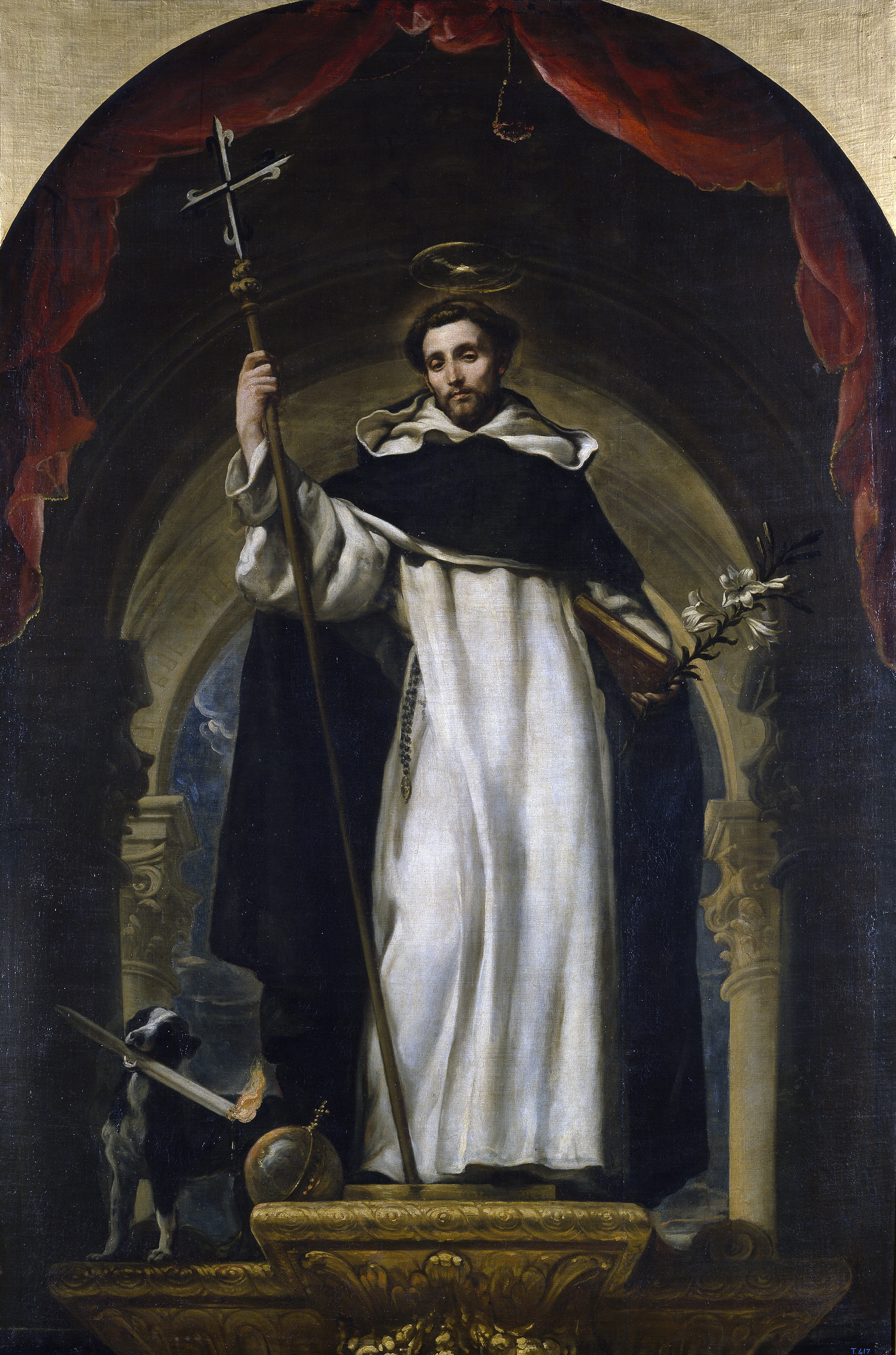
17世紀の絵画。クラウディオ・コエーリョ『グスマンの聖ドミニコ』

ドミニコ（羅:Dominicus abl. Dominico 1170年 - 1221年8月6日）、グスマンの聖ドミニコは、ドミニコ会の創設者、カトリックの修道士、聖人。スペイン語名はドミンゴ・デ・グスマン・ガルセス（Domingo de Guzmán Garcés）。聖ドミニコとも称される。

## 生涯
1170年に旧カスティーリャ地方の貧しい農村カレルエーガでフェリックス・デ・グスマンとフアナ・デ・アサ（フアナ・ガルセス）の子として生まれ、ドミンゴ・デ・シロスに因みドミンゴと名付けられた。ザクセンのヨルダン (Jordan von Sachsen) が著した伝記によれば、母福者ヨハンナはドミニコが胎内にいるときに犬の姿で松明（たいまつ）を銜（くわ）えて跳び出し、「全世界に火を放つ」夢を見たという。この夢は中世にはドミニコ会をDominicans→Domini canes(主の犬)とする洒落のように考えられた。
6歳から母方の叔父が首席司祭を務める教会で勉強した。14歳から28歳まで（1184年 - 1198年）パレンシアに住み、のちにパレンシア大学へと発展するパレンシアの学校で、6年間人文科学と哲学を、4年間神学を学んだ。しかし飢え渇く貧しい人々がいるなか、勉強ばかりしていられないと思い立ち、ドミニコは自分の持ち物をすべて施した。そのなかには聖書もあった。
意欲に燃えてアナトリアへの伝道を教皇に申し出て、司教とともにカタリ派のはびこるラングドック地方に送られた。そこでカトリックの伝道は異端と同様の熱情と厳格主義が必要と悟り、清貧の生活に入る。
この頃、異端の信者たちをどうにか回心させたいと祈っていたところ、聖母マリアが現れてドミニコにロザリオを渡したという逸話が存在する。そのためドミニコ会がロザリオの普及に貢献したとも言われている。
ドミニコは南フランス、スペインを旅して説教してまわり、回心する者はたちまち増えた。同時にドミニコに共感する者たちも集まるようになり、1216年にドミニコ会(説教者兄弟会)を結成した。
1216年に教皇ホノリウス3世に認可される。(認可された年が正式な結成日となっている)
ある日、ドミニコは夢で天国を訪問した。しかしドミニコ会の者が誰もいなかった。嘆き悲しんでいると、聖母マリアが現れドミニコ会の会員たちが自分のマントの中(聖母の保護を表す)にいることを告げたという。
三度司教になるよう勧められるがすべて拒み、司祭のまま1221年に死去。ドミニコの生涯は真理を求める一生であり、その説教は真理に基づいた説教だったと伝えられている。また、その生活は大変貧しかったという。死後の1234年、聖人に列せられた。